# Голики
Голики су насељено место у саставу општине Брод Моравице, у Горском котару, у Приморско-горанској жупанији, Република Хрватска.

## Историја
До територијалне реорганизације у Хрватској насеље се налазило у саставу бивше велике општине Делнице.

## Становништво
На попису становништва 2011. године, Голики нису имали становника.